# Гапоненко, Александр Владимирович
Александр Влади́мирович Гапоненко (род. 23 февраля 1954, Мелитополь, Украинская ССР) — латвийский общественный деятель, правозащитник, экономист, публицист.
Активный борец за права русскоязычных в Латвии, представитель радикальных неграждан, один из организаторов общества «За родной язык!» и референдума о придании официального статуса русскому языку в Латвии. Является автором ряда исследований о балтийских русских, защите прав человека, документальных фильмов, более 500 научных и публицистических статей и соавтором доктрины Русского мира. 

## Биография
Александр Владимирович Гапоненко родился в городе Мелитополе Запорожской области Украинской ССР в семье военнослужащего. Его отец Владимир Гордеевич Гапоненко прошел Великую Отечественную войну, мать Валентина Станиславовна (урожденная Бржозовская) пережила блокаду Ленинграда.
- После службы в армии поступил и в 1978 г. окончил экономический факультет Латвийского государственного университета[10].
- С 1977 по 1985 г. работал на научных должностях в Институте экономики АН Латвийской ССР под руководством И. Х. Киртовского. Его научным руководителем был доктор экономических наук Юрий Николаевич Нетёсин. Для изучения научной темы Гапоненко самостоятельно овладел польским языком. Для Прогноза развития народного хозяйства Латвийской ССР и Схемы размещения производительных сил республики он разрабатывал разделы, посвященные функционированию социальной сферы: образования, культуры, здравоохранения, пенсионного обеспечения с горизонтом прогнозирования до 2000 года[9].
- В 1984 г. защитил кандидатскую диссертацию по специальности «Политическая экономия» на тему воспроизводства рабочей силы при социализме на основании анализа реальных статистических данных Латвийской ССР[9][10].
- В 1984 г. получил должность старшего научного сотрудника в институте и звание доцента в Рижском политехническом институте имени А. Я. Пельше, где преподавал политэкономию. Получил кооперативную квартиру[9]. Вошёл в состав учёного совета института, который единственный в Прибалтике курировал научные работы по политэкономии, а Гапоненко была поручена административная работа по подготовке и защите диссертаций. В числе диссертантов была литовская соискательница Казимира Прунскене, её научным руководителем был Альгирдас Бразаускас[9][аффилированный источник? 75 дней].
- С 1983 по 1990 г. — профессор политэкономии Рижского высшего военно-политического училища им. маршала С.Бирюзова.
- С 1985 по 1990 г. — по совместительству и на общественных началах лектор ЦК Компартии Латвии. Занимался научным и идеологическим обеспечением реформирования социалистической экономики.
- С 1990 по 1993 г. — научный консультант Ассоциации промышленных предприятий Латвии[10].
- С 1990 по 2004 г. занимается предпринимательской деятельностью, руководитель ряда коммерческих и научно-консультационных фирм[10].
- В 1993 г. при нострификации советских дипломов получил степень доктора экономики в Латвийском университете[10].
- С 1993 по 2012 г. — доцент Русского Балтийского института (Балтийской международной академии)[10].
- С 2004 г. по настоящее время — президент Института европейских исследований[10].

## Общественная и правозащитная деятельность
- С 1983 г. по 1991 г. — член КПСС.
- В 1989—1993 гг. депутат Рижского городского совета народных депутатов[10], председатель экономической комиссии.
- В 1991—1993 годах — один из создателей и сопредседатель партии «Центр демократических инициатив» — первой организации, объявившей своей целью защиту прав русскоязычного населения в Латвии. На основании принятого 15 октября 1991 года закона Латвийской Республики «О восстановлении прав граждан Латвийской Республики и основных условиях натурализации» около 800 тысяч жителей страны получили статус неграждан, не позволяющий в полной мере участвовать в политической жизни государства. На выборах в Сейм в 1993 году она участвовала в составе Русского национал-демократического списка, набравшего 1,2 % голосов. В 1995 году Центр был переименован в Русскую партию, получившую два мандата в Рижской думе в 1997 году и одно место в Сейме в 1998-м в составе объединения «За права человека в единой Латвии» (ЗаПЧЕЛ)[11]. В 1998 году условия натурализации были облегчены, и Гапоненко, владея латышским языком, имел возможность получить гражданство Латвии, однако отказался по идейным соображениям.
- С 2004 по 2008 г. — председатель Объединенного конгресса русских общин Латвии (ОКРОЛ).
- В 2006 г. ОКРОЛ вместе с Латвийским антифашистским комитетом, политическими партиями «Центр согласия», ЗаПЧЕЛ, ЛНДП и СПЛ выступил с инициативой использования в Латвии «Георгиевской ленточки»[12][13].
- С 2012 г. — вице-президент Русской общины Латвии[14][10].
- С 2015 года возглавляет Прибалтийское отделение «Изборского клуба»[15][16].

В 2013 году Гапоненко выступает одним из основателей общественной организации «Конгресс неграждан».
С 2013 по 2017 год Александр Гапоненко выступает с критикой позиции Латвии в отношении неграждан и национальных меньшинств на сессиях ОБСЕ, проводит на них круглые столы, презентует книги и фильмы. В 2014 году инициирует и участвует в проведении выборов в «Парламент непредставленных Латвии», избирается в его состав в числе 30 других активистов, а затем становится его вице-спикером.
В 2018 году вошёл в правление созданной в Риге Русской общины.

## Критика
Warsaw Institute и Hudson Institute рассматривают Александра Гапоненко как прокремлёвского пропагандиста и агента влияния.
Bellingcat в своём расследовании назвали Гапоненко значимым, но нишевым пропагандистом, получавшим деньги от российского правительства и продвигавшим идеи создания «Латгальской Народной Республики». В интервью Al Jazeera Гапоненко отрицал, что исполнял приказы Кремля, хотя и признал, что получал 7000 евро в год от Российского фонда поддержки и защиты соотечественников за рубежом, одной из нескольких российских неправительственных организаций, работающих для прикрытия политики Кремля в странах Балтии. Гапоненко также получал гранты на издание своих книг от российских организаций.

## Уголовное преследование
С 2014 года А. Гапоненко за свою деятельность подвергается обыскам и арестам, включается в отчеты спецслужб. Ему запрещён въезд в Эстонию, Украину, Литву, Молдову.
В 2018 году Александр Гапоненко был арестован по обвинению в «попытке свержения власти и разжигании национальной розни» в социальной сети Facebook (ч.2 статьи 78 Уголовного закона Латвии); через два месяца к этим обвинениям добавили статью о «действиях в пользу иностранного государства». Гапоненко жаловался, что при задержании с ним обращались жестоко, держали в наручниках, нанесли телесные повреждения. После этой жалобы администрация тюрьмы перевела его в одиночную камеру. Адвокат Имма Янсоне направила в Европейский суд по правам человека жалобу на незаконное содержание её подзащитного под стражей и ограничение его права на защиту.
Слушания по делу проходили в Риге в феврале 2020 года. В речи в свою защиту Гапоненко заявил, что русская община Латвии имеет собственные интересы и не подчиняется «руке Москвы», что преследование за политические взгляды является цензурой и нарушением свободы слова. Суд приговорил Гапоненко к году тюрьмы условно, подсудимый и его адвокат Имма Янсоне не согласились с приговором.

## Семья
Дочь — Валерия Лиеге, бизнес-консультант в сфере кризис-менеджмента, слияний и поглощений, преподаватель Stockholm School of Economics in Riga и Baltic Institute of Corporate Governance, член совета и правлений ряда ведущих компаний (производственные GroGlass и Sakret; торговые сети Elvi и Rimi; крупнейший телекоммуникационный оператор Lattelecom, сеть общепита Lido).

### Книги
- Прибалтийские русские: история в памятниках культуры (1710—2010) (в соавторстве).[36] — Рига, ИЕИ, 2010. — ISBN 978-9934-8113-2-6.
- Материальные памятники русской культуры в странах Балтии 1710—2010. Сборник материалов конференции под ред. А. Гапоненко. Рига, 15 ноября 2009. — Таллинн-Рига-Вильнюс: Институт европейских исследований, 2010.
- Латгалия: в поисках иного бытия (в соавторстве c О.Алантсом).[37] — Рига, ИЕИ, 2012. — ISBN 978-9934-8113-3-3.
- Этнические конфликты в странах Балтии в постсоветский период. Сборник статей под редакцией доктора экономических наук А. В. Гапоненко.[38] — Рига, ИЕИ, 2013. — ISBN 978-9934-8113-5-7.
  - Ethnic conflicts in Baltic countries in the post-soviet period (Co-authored).[39]. Riga, IES, 2013. — 276 p. — ISBN 978-9934-8113-6-4.
- Prosecution of human rights activists in the Baltic states (Co-authored). — Riga, IES, 2013.
- Русская нация: этнические и цивилизационные вызовы (в соавторстве). — Рига, ИЕИ, 2015.

### Статьи
- Русская община в Латвии. 2009.

## Награды
- Почётная грамота Правительственной комиссии по делам соотечественников за рубежом (2009), МИД РФ[40].